# Пассар, Александр Падалиевич
Александр Падалиевич Пассар (13 января 1922 — 26 октября 1988, Хабаровск, СССР) — старший сержант Советской Армии, участник Великой Отечественной войны, Герой Советского Союза (1944).

## Биография
Александр Пассар родился 13 января 1922 года в селе  Найхин(ныне — Нанайский район Хабаровского края). После окончания неполной средней школы работал заведующим избой-читальней. Несколько лет занимался стрелковым спортом в районном клубе Осоавиахима.
В 1941 году Пассар был призван на службу в Рабоче-крестьянскую Красную Армию. С июля того же года — на фронтах Великой Отечественной войны. К июню 1944 года старший сержант Александр Пассар командовал отделением пешей разведки 616-го стрелкового полка 194-й стрелковой дивизии 48-й армии 1-го Белорусского фронта. Отличился во время освобождения Белорусской ССР.
В ночь с 21 на 22 июня 1944 года Пассар первым переправился через Днепр и пригнал обратно лодку, на которой смогла переправиться разведгруппа. Во главе разведгруппы он атаковал вражескую траншею, захватив важного «языка», после чего успешно доставил его командованию. Этот «язык» стал для Пассара уже двадцать шестым за время войны.
С июля 1942 года по июнь 1944 года уничтожил в рукопашных схватках более 100 солдат противника. Восемь раз доставлял командованию ценные документы — карты с обстановкой в районе противника. На своем боевом опыте воспитал 80 разведчиков, трое из которых стали, как и он сам, Героями Советского Союза.
Указом Президиума Верховного Совета СССР от 23 августа 1944 года за «образцовое выполнение боевых заданий командования на фронте борьбы с немецкими захватчиками и проявленные при этом мужество и героизм» старший сержант Александр Пассар был удостоен высокого звания Героя Советского Союза с вручением ордена Ленина и медали «Золотая Звезда» за номером 4480.
В 1947 году Пассар был демобилизован. Проживал и работал в Хабаровске. Умер 26 октября 1988 года, похоронен в селе Мичуринское Хабаровского края.

## Награды и звания
- Герой Советского Союза;
- Орден Ленина;
- Орден Отечественной войны 1-й степени;
- Орден Отечественной войны 2-й степени;
- два ордена Красной Звезды;
- медаль «Золотая Звезда»;
- ряд медалей[2].